# ショーン・マクドナルド
ショーン・マクドナルド（Shaun MacDonald 、1988年6月17日 - ）は、ウェールズ・スウォンジー出身の同国代表プロサッカー選手。クルー・アレクサンドラFC所属。ポジションはMF。

## 経歴

### クラブ
地元クラブであるスウォンジー・シティAFCでプレーをはじめ、2005年8月のレディングFC戦でトップチームデビュー。2008年8月のブレントフォードFC戦でプロ初ゴールを決めた。その後はリーグ1のヨーヴィル・タウンFCに計5回期限付き移籍した。スウォンジーには6シーズン在籍したが、結局レギュラーポジションを確保することはできなかった。
2011年8月、推定移籍金12万5000ポンドでAFCボーンマスに完全移籍。2011-12シーズンはリーグ1を2位で終え、チャンピオンシップ昇格を達成した。さらに2014-15シーズンはチャンピオンシップを制覇しプレミアリーグ昇格を達成した。2015年10月17日のマンチェスター・シティFC戦でプレミアリーグ初出場を果たした。
2016年8月、チャンピオンシップのウィガン・アスレティックFCに移籍。2019年6月、ウィガンを退団しリーグ1のロザラム・ユナイテッドFCと2年契約を結んだ。
2021年6月24日、クルー・アレクサンドラFCに2年契約で移籍した。

### 代表
年代別代表ではU-19及びU-21の出場歴がある。2009年6月にフル代表の初召集を受け、2010年10月のスイス代表戦でデビューを果たした。その後しばらく出番がなかったが、UEFA EURO 2016予選のイスラエル代表戦で2試合目の出場を果たした。

## タイトル

### クラブ
スウォンジー
- フットボールリーグトロフィー: 2005–06

ボーンマス
- フットボールリーグ・チャンピオンシップ: 2014–15